# ウォーターベリー駅
ウォーターベリー駅（英語：Waterbury Station）は、アメリカバーモント州ウォーターベリー パーク・ロウにある駅。 全米各地を結ぶ旅客鉄道のアムトラックが乗り入れている。

## 概要
当駅は、もともとセントラル・バーモント鉄道として1875年に建設された。駅はバーモンター号の乗客だけではなく、グリーンマウンテン・コーヒーのカフェやビジターセンターとして使用されている。駅はビクトリア朝の細かい部分や装飾の全てを失ってしまったが、2006年に完成した復元工事では、1875年の外観に復元された。

## 利用可能な鉄道路線／列車
アムトラックの停車する列車は下記の通り。
セントオールバンズとワシントン間の昼行長距離列車バーモンター号…1日1往復停車